# Українське фізіологічне товариство
Українське фізіологічне товариство ім. П.Г. Костюка — добровільна і самоврядна науково-громадська організація громадян України, яка проводить дослідницьку та/або викладацьку роботу у царині комплексу наукових дисциплін, які об'єднуються під терміном «фізіологія»

## Історія
У липні 1928 року за ініціативи і при безпосередній участі академіка Олександра Палладіна у Києві було утворено Українське товариство біохіміків. Зважаючи на те, що до його складу увійшли не тільки біохіміки, але також фізіологи і фармакологи, Товариство було перейменоване в «Українське товариство фізіологів, біохіміків і фармакологів», і в такому вигляді воно існувало до 1959 року.
В 1959 році відбувся розподіл цього товариства на три самостійні — Українське біохімічне товариство, Українське товариство фармакологів і Українське товариство фізіологів. 
В 1959 році Українське фізіологічне товариство увійшло до складу Всесоюзного фізіологічного товариства ім. І. П. Павлова як національне товариство і в такому вигляді існувало до 1991 року. У 1968 році Українське товариство фізіологів очолив академік Платон Костюк, який залишався його головою до 2010 року.
У 1994 році делегатами 14-го з'їзду Українського фізіологічного товариства було прийнято рішення про новий статус Товариства як самостійної організацї.
У 2010 році товариству було присвоєно ім'я Платона Костюка.

## Діяльність
Українське фізіологічне товариство налічує понад 700 членів, які працюють у складі 19 відділень Товариства практично у всіх регіонах України.
За час існування з 1959 до 2015 проведено 19 з'їздів Українського товариства фізіологів. З'їзди проводяться що-чотири роки.

## Керівництво
Президентом Українського фізіологічного товариства з 2010 року є доктор біологічних наук, академік НАН України, член Європейської академії, член-кореспондент РАН Олег Кришталь.
Секретарем товариства є професор, доктор біологічних наук О.О. Лук'янець.

## Членство у міжнародних організаціях
УФТ є колективним членом таких міжнародних спілок:
- Міжнародна спілка фізіологічних наук (англ. International Union of Physiological Sciences, IUPS), з 1986 року
- Федерація Європейських Фізіологічних Спілок (англ. Federation of European Physiological Societies, FEPS), з 1995 року
- Спілка фізіологічних товариств країн СНД, з 2003 року

## Джерело
- Про Українське фізіологічне товариство [Архівовано 1 липня 2015 у Wayback Machine.]